# Великоновосілківська селищна рада
Великоновосі́лківська се́лищна ра́да — орган місцевого самоврядування Великоновосілківської селищної громади, Волноваський район Донецької області.

## Склад ради
Рада складається з 30 депутатів та голови.
- Голова ради: Тюрін Сергій Станіславович
- Секретар ради: Переверзєва Валентина Іванівна

### Керівний склад попередніх скликань
| Прізвище, ім'я, по батькові | Основні відомості                                                        | Дата обрання | Дата звільнення |
| --------------------------- | ------------------------------------------------------------------------ | ------------ | --------------- |
| Зубатенко Галина Андріївна  | Селищний голова, 1948 року народження, член Партії регіонів              | 26.03.2006   | 31.10.2010      |
| Тюрін Сергій Станіславович  | Селищний голова, 1959 року народження, освіта вища, член Партії регіонів | 31.10.2010   |                 |

Примітка: таблиця складена за даними сайту Верховної Ради України

### Депутати
За результатами місцевих виборів 2010 року депутатами ради стали:

#### За суб'єктами висування
| Суб'єкт висування           | Кількість обраних депутатів | %    |
| --------------------------- | --------------------------- | ---- |
| Партія регіонів             | 28                          | 93,3 |
| Комуністична партія України | 2                           | 6,7  |

#### За округами
| № округу                    | Прізвище, ім'я, по батькові       | Дата визнання обраним | Освіта             | Партійна приналежність | Відомості про обраного депутата                                                                  |
| --------------------------- | --------------------------------- | --------------------- | ------------------ | ---------------------- | ------------------------------------------------------------------------------------------------ |
| Комуністична партія України |                                   |                       |                    |                        |                                                                                                  |
| 5                           | Балжі Олександр Сергійович        | 04.11.2010            | вища               | позапартійний          | Великоновосілківське РВ ГУМНС України в Донецькій області, пожежник                              |
| 6                           | Дудукало Зоя Григорівна           | 04.11.2010            | вища               | позапартійна           | Великоновосілківський дошкільний навчальний заклад № 3, керівник методичного об'єднання          |
| Партія регіонів             |                                   |                       |                    |                        |                                                                                                  |
| 1                           | Михайлюченко Микола Іванович      | 04.11.2010            | вища               | член Партії регіонів   | пенсіонер                                                                                        |
| 2                           | Пащенко Ольга Іванівна            | 04.11.2010            | вища               | член Партії регіонів   | Великоновосілківська ЦРЛ, завідувач терапевтичним відділенням поліклініки                        |
| 3                           | Рудовський Василь Федорович       | 04.11.2010            | вища               | член Партії регіонів   | Редакція Великоновосілківської суспільно-політичної газети «Сільський край», заступник редактора |
| 4                           | Алєксєєва Оксана Григорівна       | 04.11.2010            | вища               | член Партії регіонів   | Відділ освіти райдержадміністрації, заступник начальника                                         |
| 7                           | Зрожевська Ольга Анатоліївна      | 04.11.2010            | вища               | член Партії регіонів   | Управління Пенсійного Фонду України в Великоновосілківському районі, начальник                   |
| 8                           | Арап Володимир Антонович          | 04.11.2010            | вища               | член Партії регіонів   | Великоновосілківський райвійськкомат, військовий комісар                                         |
| 9                           | Іванніков Олександр Олександрович | 04.11.2010            | вища               | член Партії регіонів   | Контрольно-ревізійний відділ у Великоновосілківському районі, контролер-ревізор                  |
| 10                          | Янатьєва Ірина Анатоліївна        | 04.11.2010            | вища               | член Партії регіонів   | Великоновосілківський дошкільний навчальний заклад № 1, завідувачка                              |
| 11                          | Лебедь Тетяна Федорівна           | 04.11.2010            | вища               | член Партії регіонів   | Великоновосілківська районна організація Партії регіонів, керівник апарату                       |
| 12                          | Дігтяренко Лариса Валеріївна      | 04.11.2010            | вища               | член Партії регіонів   | Управління агропромислового розвитку райдержадміністрації, начальник відділу                     |
| 13                          | Карявець Руслан Миколайович       | 04.11.2010            | вища               | член Партії регіонів   | Державна податкова інспекція у Великоновосілківському районі, завідувач юридичного сектору       |
| 14                          | Балабан Євгенія Кимівна           | 04.11.2010            | вища               | член Партії регіонів   | Великоновосілківська ЦРЛ, заступник головного лікаря                                             |
| 15                          | Бойко Олександр Іванович          | 04.11.2010            | вища               | член Партії регіонів   | ЦТП № 3 ДФ ВАТ «Укртелеком», заступник начальника                                                |
| 16                          | Коваль Ірина Володимирівна        | 04.11.2010            | вища               | член Партії регіонів   | Великоновосілківське відділення Донецької обласної дирекції «Райффайзен банк Аваль», начальник   |
| 17                          | Переверзєва Валентина Іванівна    | 04.11.2010            | вища               | член Партії регіонів   | Великоновосілківська селищна рада, секретар                                                      |
| 18                          | Дружиніна Анастасія Сергіївна     | 04.11.2010            | вища               | член Партії регіонів   | Андріївська лікарська амбулаторія, лікар-стоматолог                                              |
| 19                          | Косарев Микола Олександрович      | 04.11.2010            | вища               | член Партії регіонів   | ТОВ КСП"Родина", головний інженер                                                                |
| 20                          | Ходак Віктор Анатолійович         | 04.11.2010            | вища               | член Партії регіонів   | ТОВ КСП «Родина», головний агроном                                                               |
| 21                          | Бучинський Аркадій Володимирович  | 04.11.2010            | вища               | член Партії регіонів   | ВАТ «Техсервіс», голова правління                                                                |
| 22                          | Романюк Ольга Георгіївна          | 04.11.2010            | вища               | член Партії регіонів   | Територіальний центр обслуговування пенсіонерів та одиноких непрацездатних громадян, директор    |
| 23                          | Бікєєва Галина Олексіївна         | 04.11.2010            | середня спеціальна | член Партії регіонів   | тимчасово не працює                                                                              |
| 24                          | Антонов Юрій Федорович            | 04.11.2010            | вища               | член Партії регіонів   | пенсіонер                                                                                        |
| 25                          | Ляшенко Анатолій Миколайович      | 04.11.2010            | вища               | член Партії регіонів   | СТОВ «Україна», головний інженер                                                                 |
| 26                          | Кузнєцов Віктор Вікторович        | 04.11.2010            | вища               | член Партії регіонів   | ПП «Кузнєцов В. В.», приватний підприємець                                                       |
| 27                          | Лаушкін Євген Анатолійович        | 04.11.2010            | вища               | член Партії регіонів   | ВАТ «Донецькобленерго» Донецькі західні електричні мережі Великоновосілківський РЕМ, начальник   |
| 28                          | Плисенко Наталя Олексіївна        | 04.11.2010            | вища               | член Партії регіонів   | Великоновосілківська селищна рада, головний бухгалтер                                            |
| 29                          | Ляшенко Олександр Анатолійович    | 04.11.2010            | середня спеціальна | член Партії регіонів   | СТОВ «Україна», водій                                                                            |
| 30                          | Кравченко Ольга Олександрівна     | 04.11.2010            | середня спеціальна | член Партії регіонів   | СТОВ «Україна», обліковець тракторної бригади                                                    |